# Kaja Mianowana
Kaja Mianowana (ur. 19 lutego 1990 w Lublinie) – polska wokalistka i aktorka musicalowa

## Życiorys
Zaczęła edukację muzyczną w wieku 9 lat. W 2011 r. ukończyła Szkołę Muzyczną I i II stopnia im. Tadeusza Szeligowskiego w Lublinie – I stopień w zakresie gry na gitarze, a II stopień na flecie poprzecznym. Jest absolwentką klasy o profilu lingwistycznym III Liceum Ogólnokształcącego im. Unii Lubelskiej w Lublinie.
Ukończyła studia na Wydziale Wokalno-Aktorskim Uniwersytetu Muzycznego Fryderyka Chopina w Warszawie na specjalności: śpiew solowy (muzyka dawna) w 2016 r., z przerwą na stypendium na Uniwersytecie Muzycznym w Grazu w Austrii (Die Universität für Musik und darstellende Kunst Graz – Kunstuniversität Graz). Od 2016 r. wykładowca przedmiotu: stylistyka musicalowa na kierunku: musical na Uniwersytecie Muzycznym Fryderyka Chopina w Warszawie.
Artystka śpiewa musical, muzykę dawną, muzykę filmową oraz pieśni sefardyjskie. Od 2014 r. jest wokalistką zespołu MelluSya, z którym wydała debiutancką płytę. Charakterystyczną cechą jej głosu jest 4-oktawowa skala, sięgająca rejestru gwizdkowego, wykorzystywanego podczas śpiewania najwyższych partii wokalnych.

### Teatr

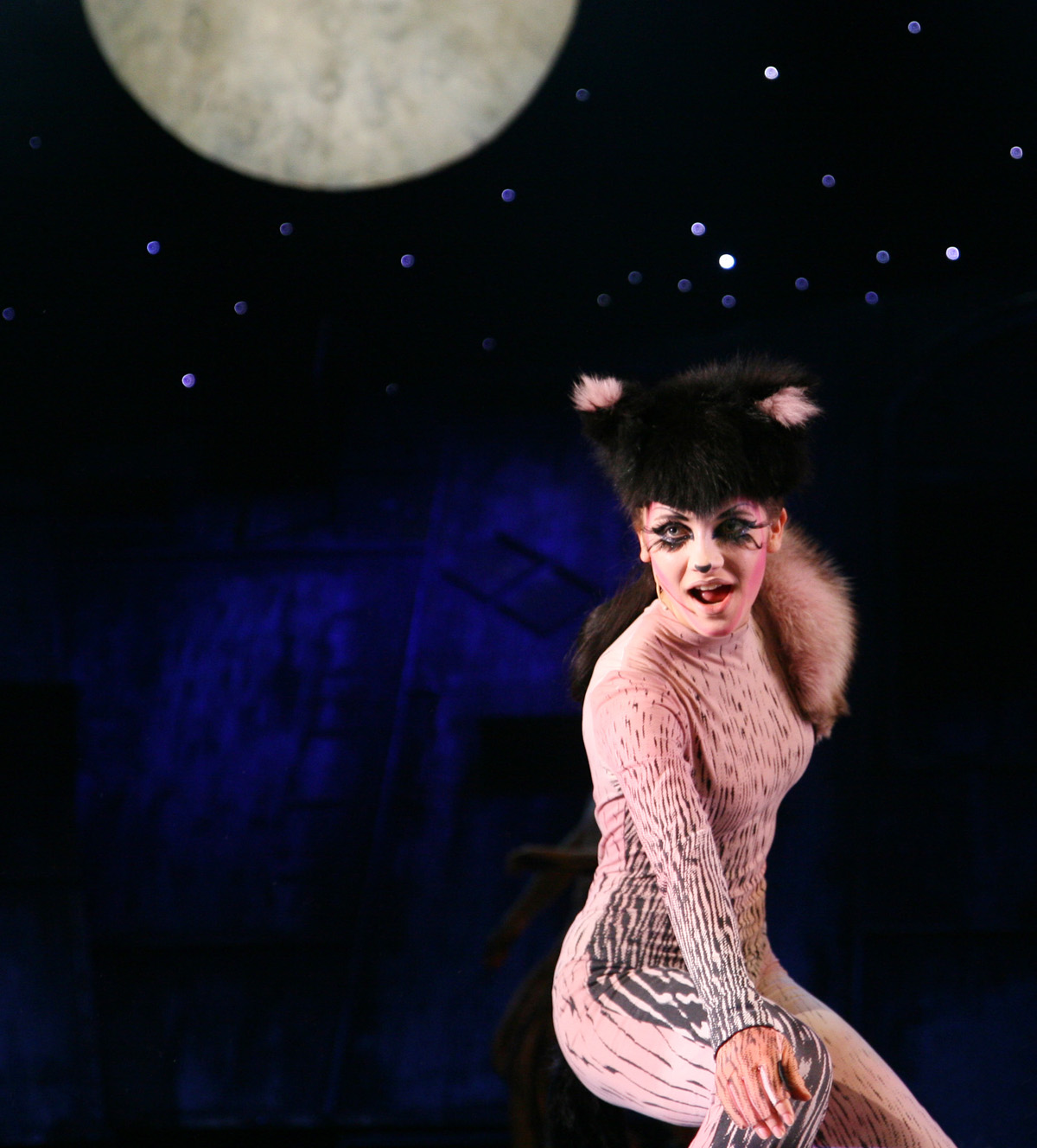
Kaja Mianowana jako Promyczek w Kotach

Kaja Mianowana zadebiutowała na profesjonalnej scenie musicalowej, mając zaledwie 17 lat. Wygrała casting na główną rolę w musicalu „Upiór w Operze” w Teatrze w Muzycznym „Roma”. Był to pierwszy profesjonalny casting w jej życiu. Jednocześnie stała się wtedy jedną z najmłodszych na świecie odtwórczyń roli Christine na świecie. Podczas prób do Upiora, w 2007 r. zadebiutowała w musicalu Koty jako kot Promyczek (Jemima).
| rok  | musical             | rola                    | teatr                                                    |
| ---- | ------------------- | ----------------------- | -------------------------------------------------------- |
| 2007 | Koty                | Kot Promyczek (Jemima)  | Teatr Muzyczny „Roma”                                    |
| 2008 | Upiór w operze      | Christine Daaé          | Teatr Muzyczny „Roma”                                    |
| 2010 | Les Miserables      | Cosette                 | Teatr Muzyczny „Roma”                                    |
| 2012 | Phantom             | Christine               | Teatr Muzyczny w Lublinie                                |
| 2013 | Upiór w operze      | Christine Daaé Meg Giry | Opera i Filharmonia Podlaska- Europejskie Centrum Sztuki |
| 2014 | Machiavelli         | Lukrecja                | Teatr Muzyczny w Lublinie                                |
| 2015 | Love Story          | Jennifer Cavalieri      | Nowy Teatr im. Witkacego w Słupsku                       |
| 2016 | Lamaila             | Kaya                    | Teatr Wielki w Łodzi                                     |
| 2016 | Notre Dame de Paris | Fleur de Lys            | Teatr Muzyczny im. Danuty Baduszkowej w Gdyni            |
| 2017 | Piloci              | Betty                   | Teatr Muzyczny „Roma”                                    |
| 2019 | Miss Saigon         | Ellen                   | Teatr Muzyczny w Łodzi                                   |

## Dyskografia
- płyta MelluSya (Wydawnictwo Muzyczne Soliton) (2020)
- partie wokalne na płycie ze spektaklu „Piloci” TM „Roma” (2017);
- EP MelluSya (2016);
- partie wokalne na płycie z muzyką z filmu „Kubuś i przyjaciele” (2011)
- partie wokalne na płycie ze spektaklu „Les Miserables” TM „Roma” (2010);
- płyta promocyjna ze spektaklu „Upiór w operze” TM „Roma” (2008).
- solistka na płycie chóru „Tibi Papa”, poświęconej Janowi Pawłowi II (2005)

## Nagrody
- I miejsce na II Międzynarodowym Festiwalu Piosenki Anny German w Moskwie (2015)
- stypendium Marszałka Województwa Lubelskiego w dziedzinie twórczości artystycznej (2008)
- I miejsce w XIV Ogólnopolskim Festiwalu Piosenki Francuskiej (2007)
- finał Ogólnopolskiego Konkursu Młodych Wokalistów i Zespołów Wokalnych „Debiuty” (2006)